# Orthosia circumsignata
Orthosia circumsignata là một loài bướm đêm trong họ Noctuidae.